# 미세스 헨더슨 프리젠츠
미세스 헨더슨 프리젠츠(Mrs Henderson Presents)는 미국에서 제작된 스티븐 프리어스 감독의 2005년 코미디, 드라마, 전쟁 영화이다. 주디 덴치 등이 주연으로 출연하였고 노마 헤이만 등이 제작에 참여하였다.

## 출연

### 주연
- 주디 덴치
- 밥 호스킨스

### 조연
- 윌 영
- 켈리 라일리
- 델마 바로우
- 크리스토퍼 게스트

## 제작진
- 원작자: 쉬러 반 댐
- 라인프로듀서: 로리 보그
- 라인프로듀서: 트레이시 시워드
- 라인프로듀서: 케밴 반 톰슨
- 협력프로듀서: 데이빗 로즈
- 협력프로듀서: 캐시 로즈
- 미술: 휴고 러크직 위호우스키
- 세트: 클로디아 파커
- 세트: 로버트 위슈센-헤이즈
- 의상: 샌디 파웰
- 배역: 레오 데이비스